# 블래스터 (컴퓨터 웜)

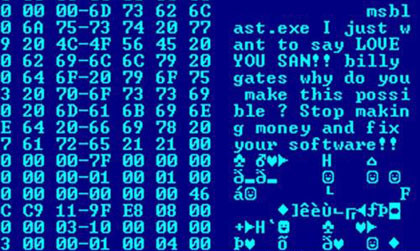
블래스터 웜의 헥스 덤프. 웜 프로그래머가 마이크로소프트 기술 고문 빌 게이츠에게 남긴 메시지가 표시되어 있다.

블래스터 웜(Blaster Worm, Lovsan, Lovesan, MSBlast)은 2003년 8월 중에 윈도우 XP, 윈도우 2000 등의 운영 체제를 실행 중인 컴퓨터에 확산된 웜이다.
이 웜은 2003년 8월 11일에 퍼지기 시작한 것이 처음 감지되었다. 2003년 8월 13일 감염 수가 최고조에 이를 때까지 전파 속도는 빨라졌다. 기업이나 대학교와 같은 네트워크가 감염이 되면 네트워크 내에 더 빠르게 전파될 수 있었는데 그 이유는 방화벽이 일반적으로 내부 머신이 중앙 포트 사용을 막아두지 않았기 때문이다. ISP에 의한 필터링, 그리고 웜에 대한 대중성은 블래스터의 확산을 억제하였다.
2004년 3월 12일, 미네소타주 홉킨스 출신의 18세 제프리 리 파슨(Jeffrey Lee Parson)은 B형 블래스터 웜을 개발한 것을 이유로 체포되었다. 그는 책임을 인정하고 2005년 1월에 18개월 형을 선고받았다.

## 같이 보기
- 봇넷
- 콘피커
- 스팸
- 좀비 컴퓨터